# شوراب (كاشان)
شوراب هي قرية في مقاطعة كاشان، إيران. عدد سكان هذه القرية هو 14 في سنة 2006.